# Simulatore di volo

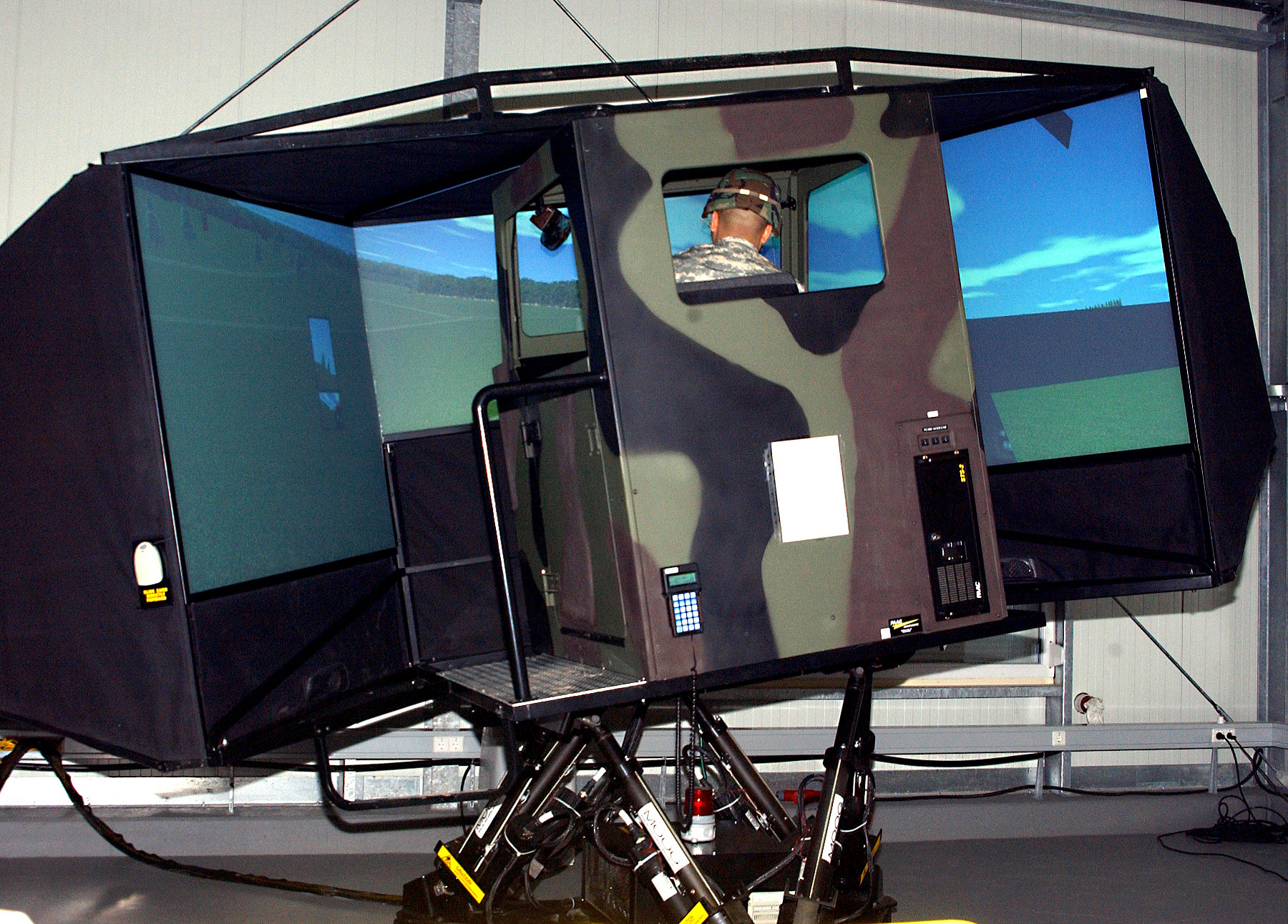
Simulatore di volo militare

Un simulatore di volo è un sistema che tenta di simulare l'esperienza di pilotaggio di un aereo nel modo più vicino possibile alla realtà. I differenti tipi di simulatori di volo spaziano dai videogiochi fino alle repliche in scala reale dei cockpit (cabine di pilotaggio): dei veri aerei montati su attuatori idraulici (o elettromeccanici), completamente controllati da computer.  Sono ampiamente usati dall'industria aeronautica e militare per l'addestramento dei piloti, la simulazione di emergenze e disastri e per lo sviluppo aeronautico.
Uno dei più grandi costruttori di simulatori di volo ad uso professionale è la canadese CAE Inc, la quale vanta un'esperienza settantennale nel campo della simulazione di volo ed addestramento. 

## Videogiochi

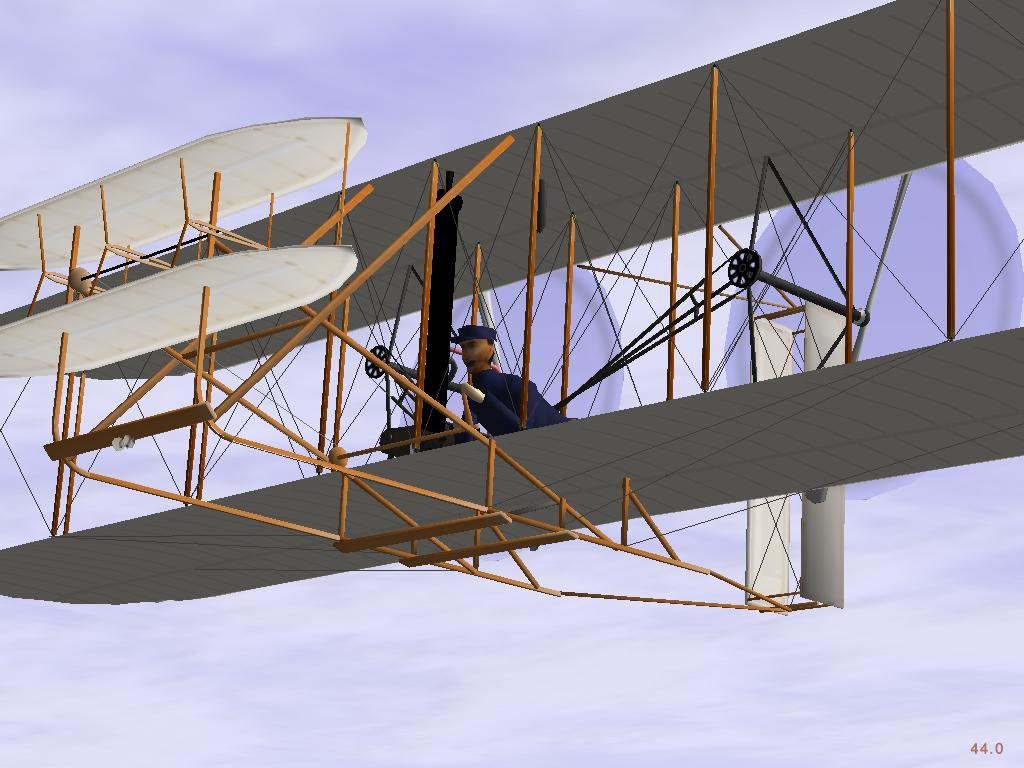
Il Wright Flyer controllabile in FlightGear

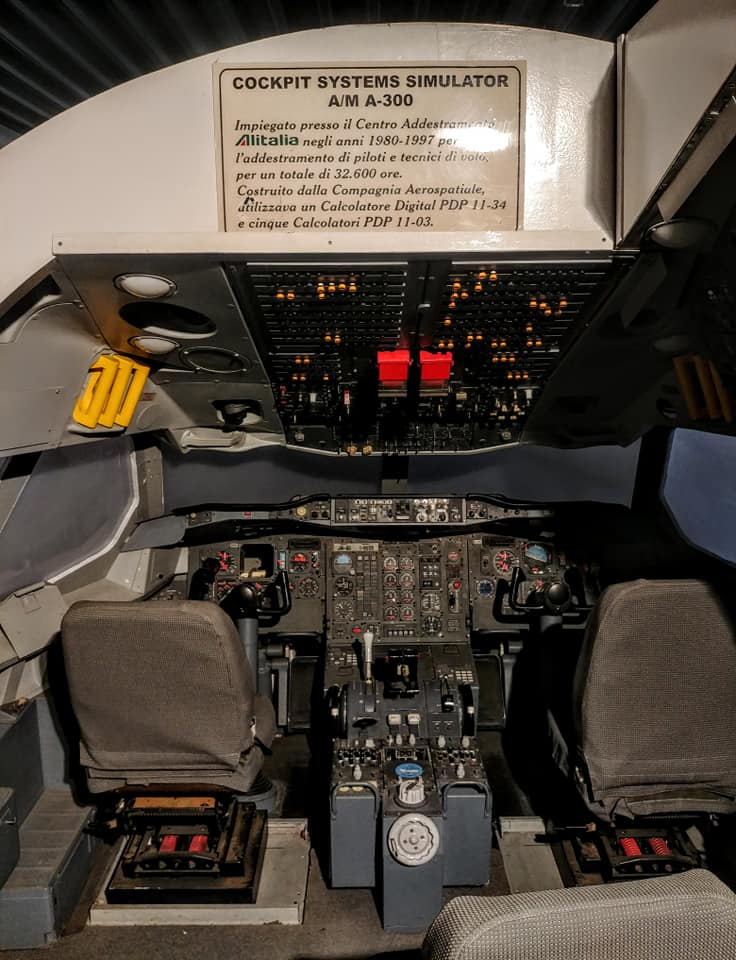
Simulatore di volo Alitalia esposto al Parco e Museo di Volandia.

I simulatori di volo furono fra i primi tipi di programmi sviluppati per personal computer.
Un popolare tipo di simulazione di volo è il simulatore militare, che simula un combattimento aereo 
dal punto di vista del pilota e della sua squadra. I simulatori di combattimento aereo sono più numerosi dei simulatori di volo civili a causa della materia più attraente, delle domande del mercato e anche perché sono utilizzati per scopi militari.
Anche i simulatori civili, raggiungendo elevati gradi di accuratezza stanno avendo successo, e consentono di scegliere qualunque aeroporto del mondo, di personalizzare le condizioni meteorologiche, l'ora e stagione, e di scegliere tra molti tipi diversi di aeroplani.
Oltre a pilotare, alcuni titoli permettono di progettare aerei o di gestire il traffico aereo. 
Il traffico virtuale online si ha quando molti piloti e controllori di volo virtuali giocano insieme in tempo reale e simulano un vero traffico aereo. Ci sono numerose reti tra cui VATSIM e International Virtual Aviation Organization (IVAO).

### Simulatori per PC

Microsoft Flight Simulator

Lock On: Modern Air Combat

I simulatori di volo più popolari per computer sono:
- War Thunder: simulatore multiplayer gratuito con tre diversi gradi di simulazione. Arcade (per i piloti meno esperti), Realistica e Simulativa. Il gioco permette anche di simulare scontri fra carri armati e aerei in tempo reale.
- Microsoft Flight Simulator: viene considerato uno dei migliori simulatori mai sviluppati di sempre. La Lockheed Martin ne ha acquistato i diritti nel 2010 per lo sviluppo di Prepar3D
- Chuck Yeager's Air Combat: simulatore militare basato prevalentemente su aerei impiegati nel secondo conflitto mondiale in Corea ed in Vietnam
- F-16 Combat Pilot: simulatore che ha per protagonista l'F-16
- Strike Commander: simulatore che ha per protagonista una squadriglia di mercenari sotto il comando del giocatore. Ogni pilota ha un suo F-16.
- Falcon 4.0: simulatore di volo militare
- FlightGear: simulatore di volo rilasciato sotto licenza GPL che utilizza l'infrastruttura SimGear
- Super EF 2000: simulazione militare del Eurofighter 2000
- Flight Unlimited: Flight Unlimited III
- Il-2 Sturmovik: simulatore dedicato agli aerei della Seconda guerra mondiale
- Jane's F/A-18 Simulator: simulazione dedicata all'F/A-18E Super Hornet; molta cura è stata prestata alla riproduzione dell'avionica
- Lock On: Modern Air Combat: simulazione di aerei da combattimento moderni
- Microsoft Combat Flight Simulator: serie di tre titoli ambientati nella Seconda guerra mondiale
- Pacific Strike: simulazione aerea militare ambientata ai tempi dell'attacco di Pearl Harbor
- Tornado, un simulatore della Digital Integration Design incentrato sul Panavia Tornado
- TFX: simulatore di volo militare che permette di volare con l'Eurofighter, l'F-22 e l'F-117
- X-Plane: può essere certificato dalla FAA
- Digital Combat Simulator: simulatore di volo modulare, evoluzione di Lock On: Modern Air Combat
- Lockheed Martin Prepar3D: progetto sviluppato a partire da Microsoft Flight Simulator.

### Simulatori per console
Più raramente i simulatori di volo sono disponibili per console. I più importanti sono Pilotwings, per Super Nintendo, i suoi successori Pilotwings 64 e Pilotwings Resort, rispettivamente per Nintendo 64 e Nintendo 3DS, e le serie Ace Combat ed Energy Airforce per PlayStation 1 e 2. A causa della natura dei giochi da console essi tendono ad essere più semplicistici e ad avere una struttura arcade, anche a causa della mancanza di comandi collocabili sul joypad: per questo la definizione di "simulatore" riguardo a questi titoli è fortemente messa in discussione dagli intenditori.